# Serie A (Italia) 1993-94
La Serie A 1993–94 fue la 92.ª edición del campeonato de fútbol de más alto nivel en Italia y la 62.ª bajo el formato de grupo único. Milan ganó su 14° scudetto.

## Equipos participantes
| Equipo         | Ciudad        | Estadio             |
| -------------- | ------------- | ------------------- |
| Atalanta       | Bérgamo       | Comunale de Bérgamo |
| Cagliari       | Cagliari      | Sant'Elia           |
| Cremonese      | Cremona       | Giovanni Zini       |
| Foggia         | Foggia        | Pino Zaccheria      |
| Genoa          | Génova        | Luigi Ferraris      |
| Internazionale | Milán         | Giuseppe Meazza     |
| Juventus       | Turín         | Delle Alpi          |
| Lazio          | Roma          | Olímpico de Roma    |
| Lecce          | Lecce         | Via del Mare        |
| Milan          | Milán         | San Siro            |
| Napoli         | Nápoles       | San Paolo           |
| Parma          | Parma         | Ennio Tardini       |
| Piacenza       | Piacenza      | Galleana            |
| Reggiana       | Reggio Emilia | Mirabello           |
| Roma           | Roma          | Olímpico de Roma    |
| Sampdoria      | Génova        | Luigi Ferraris      |
| Torino         | Turín         | Delle Alpi          |
| Udinese        | Údine         | Friuli              |

## Clasificación
| Pos. | Equipo         | Pts. | PJ | G  | E  | P  | GF | GC | Dif. | Clasificación 1994-95                          |
| ---- | -------------- | ---- | -- | -- | -- | -- | -- | -- | ---- | ---------------------------------------------- |
| 1    | Milan (C)      | 50   | 34 | 19 | 12 | 3  | 36 | 15 | +21  | Fase de grupos de la Liga de Campeones         |
| 2    | Juventus       | 47   | 34 | 17 | 13 | 4  | 58 | 25 | +33  | Treintaidosavos de final de la Copa de la UEFA |
| 3    | Sampdoria      | 44   | 34 | 18 | 8  | 8  | 64 | 39 | +25  | Dieciseisavos de final de la Recopa de Europa  |
| 4    | Lazio          | 44   | 34 | 17 | 10 | 7  | 55 | 40 | +15  | Treintaidosavos de final de la Copa de la UEFA |
| 5    | Parma          | 41   | 34 | 17 | 7  | 10 | 50 | 35 | +15  | Treintaidosavos de final de la Copa de la UEFA |
| 6    | Napoli         | 36   | 34 | 12 | 12 | 10 | 41 | 35 | +6   | Treintaidosavos de final de la Copa de la UEFA |
| 7    | Roma           | 35   | 34 | 10 | 15 | 9  | 35 | 30 | +5   |                                                |
| 8    | Torino         | 34   | 34 | 11 | 12 | 11 | 39 | 37 | +2   |                                                |
| 9    | Foggia         | 33   | 34 | 10 | 13 | 11 | 46 | 46 | 0    |                                                |
| 10   | Cremonese      | 32   | 34 | 9  | 14 | 11 | 41 | 41 | 0    |                                                |
| 11   | Genoa          | 32   | 34 | 8  | 16 | 10 | 32 | 40 | −8   |                                                |
| 12   | Cagliari       | 32   | 34 | 10 | 12 | 12 | 39 | 48 | −9   |                                                |
| 13   | Inter de Milán | 31   | 34 | 11 | 9  | 14 | 46 | 45 | +1   | Treintaidosavos de final de la Copa de la UEFA |
| 14   | Reggiana       | 31   | 34 | 10 | 11 | 13 | 29 | 37 | −8   |                                                |
| 15   | Piacenza (D)   | 30   | 34 | 8  | 14 | 12 | 32 | 43 | −11  | Descenso de categoría                          |
| 16   | Udinese (D)    | 28   | 34 | 7  | 14 | 13 | 35 | 48 | −13  | Descenso de categoría                          |
| 17   | Atalanta (D)   | 21   | 34 | 5  | 11 | 18 | 35 | 65 | −30  | Descenso de categoría                          |
| 18   | Lecce (D)      | 11   | 34 | 3  | 5  | 26 | 28 | 72 | −44  | Descenso de categoría                          |

 Fuente: BDFútbol
Notas:
1. ↑  Sampdoria se clasificó para los dieciseisavos de final de la Recopa de Europa como campeón de la Copa Italia 1993-94.
2. ↑  Inter de Milán se clasificó para los treintaidosavos de final de la Copa de la UEFA como campeón defensor del torneo.

|            |
| Campeón    |
| A.C. Milan |
| 14º título |

## Resultados
| Local \ Visitante | ATA | CAG | CRE | FOG | GEN | INT | JUV | LAZ | LEC | MIL | NAP | PAR | PIA | REG | ROM | SAM | TOR | UDI  |
| ----------------- | --- | --- | --- | --- | --- | --- | --- | --- | --- | --- | --- | --- | --- | --- | --- | --- | --- | ---- |
| Atalanta          | —   | 5–2 | 0–0 | 1–1 | 2–1 | 2–1 | 1–3 | 1–1 | 3–4 | 0–1 | 1–1 | 0–2 | 0–0 | 2–1 | 1–1 | 1–4 | 2–2 | 1–1  |
| Cagliari          | 1–1 | —   | 0–0 | 1–1 | 0–0 | 1–0 | 0–1 | 4–1 | 2–1 | 0–0 | 1–2 | 0–4 | 2–0 | 3–0 | 1–1 | 0–0 | 2–1 | 1–12 |
| Cremonese         | 2–0 | 3–1 | —   | 2–0 | 1–1 | 1–4 | 1–1 | 1–0 | 2–1 | 0–2 | 2–0 | 0–0 | 4–0 | 1–1 | 1–1 | 0–0 | 1–1 | 1–1  |
| Foggia            | 1–1 | 0–1 | 1–1 | —   | 3–0 | 1–1 | 1–1 | 4–1 | 5–0 | 1–1 | 0–1 | 3–2 | 1–0 | 1–0 | 1–1 | 1–2 | 1–0 | 2–2  |
| Genoa             | 2–1 | 1–1 | 1–0 | 1–4 | —   | 1–0 | 1–1 | 1–1 | 2–0 | 0–0 | 0–0 | 0–4 | 0–1 | 0–0 | 2–0 | 1–1 | 1–1 | 3–0  |
| Internazionale    | 1–2 | 3–3 | 2–1 | 3–1 | 1–3 | —   | 2–2 | 1–2 | 4–1 | 1–2 | 0–0 | 3–2 | 2–0 | 2–1 | 2–2 | 3–0 | 0–0 | 1–0  |
| Juventus          | 2–1 | 1–1 | 1–0 | 2–0 | 4–0 | 1–0 | —   | 6–1 | 5–1 | 0–1 | 1–0 | 4–0 | 2–0 | 4–0 | 0–0 | 3–1 | 3–2 | 1–0  |
| Lazio             | 3–1 | 4–0 | 4–2 | 0–0 | 4–0 | 0–0 | 3–1 | —   | 3–0 | 0–1 | 3–0 | 2–1 | 1–0 | 2–0 | 1–0 | 1–1 | 1–2 | 2–1  |
| Lecce             | 5–1 | 0–1 | 2–4 | 0–2 | 0–0 | 1–3 | 1–1 | 1–2 | —   | 0–1 | 0–1 | 1–1 | 1–1 | 2–4 | 0–2 | 0–3 | 1–2 | 1–0  |
| Milan             | 2–0 | 2–1 | 1–0 | 2–1 | 1–0 | 2–1 | 1–1 | 0–0 | 0–0 | —   | 2–1 | 1–1 | 2–0 | 0–1 | 2–0 | 1–0 | 1–0 | 2–2  |
| Napoli            | 4–0 | 1–2 | 2–1 | 1–1 | 1–1 | 0–0 | 0–0 | 1–2 | 3–1 | 1–0 | —   | 2–0 | 0–0 | 5–0 | 1–1 | 1–2 | 0–0 | 2–1  |
| Parma             | 2–1 | 3–1 | 2–1 | 3–0 | 2–1 | 4–1 | 2–0 | 2–0 | 1–0 | 0–0 | 1–3 | —   | 0–0 | 1–0 | 0–2 | 2–1 | 3–0 | 0–1  |
| Piacenza          | 4–0 | 1–1 | 1–1 | 5–4 | 1–1 | 2–1 | 0–0 | 1–2 | 2–1 | 0–0 | 1–1 | 1–1 | —   | 3–2 | 1–0 | 2–1 | 0–3 | 0–0  |
| Reggiana          | 3–0 | 3–1 | 2–0 | 0–0 | 1–1 | 1–0 | 0–0 | 0–0 | 1–0 | 0–1 | 1–0 | 2–0 | 1–1 | —   | 0–0 | 1–1 | 1–0 | 1–1  |
| Roma              | 2–1 | 2–0 | 1–2 | 0–0 | 1–1 | 1–1 | 2–1 | 1–1 | 3–0 | 0–2 | 2–3 | 2–0 | 3–1 | 0–0 | —   | 0–1 | 2–0 | 0–2  |
| Sampdoria         | 3–1 | 1–2 | 3–1 | 6–0 | 1–1 | 3–1 | 1–1 | 3–4 | 2–1 | 3–2 | 4–1 | 1–1 | 2–1 | 1–0 | 0–1 | —   | 1–0 | 6–2  |
| Torino            | 2–1 | 2–1 | 1–1 | 1–4 | 2–0 | 2–0 | 1–1 | 1–1 | 3–0 | 0–0 | 1–1 | 1–2 | 1–0 | 2–0 | 1–1 | 2–3 | —   | 1–0  |
| Udinese           | 0–0 | 1–1 | 3–3 | 3–0 | 0–4 | 0–1 | 0–3 | 2–2 | 2–1 | 0–0 | 3–1 | 0–1 | 2–2 | 2–1 | 0–0 | 0–2 | 1–1 | —    |